# ألكسندر دورديفيك
ألكسندر دورديفيك (بالألمانية: Aleksandar Djordjevic)‏ هو لاعب كرة قدم نمساوي، ولد في 29 يوليو 1981 في بريغنز في النمسا. لعب مع فيرست فيينا.

## وصلات خارجية
- ألكسندر دورديفيك على موقع قاعدة بيانات كرة القدم.إي يو (الإنجليزية)
- ألكسندر دورديفيك على موقع Soccerway.com (الإنجليزية)
- ألكسندر دورديفيك على موقع عالم كرة القدم.نت (الإنجليزية)